# Urvillea uniloba
Urvillea uniloba är en kinesträdsväxtart som beskrevs av Ludwig Radlkofer. Urvillea uniloba ingår i släktet Urvillea och familjen kinesträdsväxter. Inga underarter finns listade i Catalogue of Life.